# Giải Gấu bạc cho nam diễn viên xuất sắc nhất
Giải Gấu bạc cho nam diễn viên xuất sắc nhất là một giải của Liên hoan phim Berlin dành cho một nam diễn viên diễn xuất hay nhất trong một phim tranh giải.
Sau năm 2020, các giải thưởng dành cho nam diễn viên chính xuất sắc nhất và nữ diễn viên chính xuất sắc nhất đã bị loại bỏ, thay vào đó là Giải Gấu Bạc cho diễn viên chính xuất sắc nhất không phân biệt giới tính dành cho diễn xuất xuất sắc nhất trong vai chính và diễn xuất xuất sắc nhất trong vai phụ được trao.
Dưới đây là danh sách các người đoạt giải: 

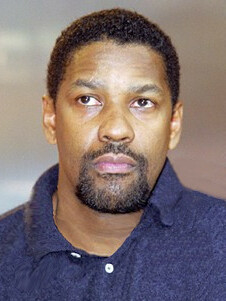
Denzel Washington, đoạt giải năm 2000

| Năm  | Nam diễn viên                                                     | Phim                                               |
| ---- | ----------------------------------------------------------------- | -------------------------------------------------- |
| 1956 | Burt Lancaster                                                    | Trapeze                                            |
| 1957 | Pedro Infante                                                     | Tizoc                                              |
| 1958 | Sidney Poitier                                                    | The Defiant Ones                                   |
| 1959 | Jean Gabin                                                        | Archimède le clochard                              |
| 1960 | Fredric March                                                     | Inherit The Wind                                   |
| 1961 | Peter Finch                                                       | No Love For Johnnie                                |
| 1962 | James Stewart                                                     | Mr. Hobbs Takes A Vacation                         |
| 1963 | Sidney Poitier                                                    | Lilies of the Field                                |
| 1964 | Rod Steiger                                                       | The Pawnbroker                                     |
| 1965 | Lee Marvin                                                        | Cat Ballou                                         |
| 1966 | Jean-Pierre Léaud                                                 | Masculin, féminin                                  |
| 1967 | Michel Simon                                                      | Le vieil homme et l'enfant                         |
| 1968 | Jean-Louis Trintignant                                            | L'homme qui ment                                   |
| 1971 | Jean Gabin                                                        | Le Chat                                            |
| 1972 | Alberto Sordi                                                     | Detenuto in attesa di giudizio                     |
| 1975 | Vlastimil Brodský                                                 | Jakob, der Lügner                                  |
| 1976 | Gerhard Olschewski                                                | Verlorenes Leben                                   |
| 1977 | Fernando Fernán Gómez                                             | El Anacoreta                                       |
| 1978 | Craig Russell                                                     | Outrageous!                                        |
| 1979 | Michele Placido                                                   | Ernesto                                            |
| 1980 | Andrzej Seweryn                                                   | Orchestra Conductor (Dyrygent)                     |
| 1981 | Anatoli Solonitsyn                                                | Dvadtsat shest dney iz zhizni Dostoevskogo         |
|      | Jack Lemmon                                                       | Tribute                                            |
| 1982 | Stellan Skarsgård                                                 | The Simple-Minded Murder (Den Enfaldige mördaren)  |
|      | Michel Piccoli                                                    | Strange Affair (Une étrange affaire)               |
| 1983 | Bruce Dern                                                        | That Championship Season                           |
| 1984 | Albert Finney                                                     | The Dresser                                        |
| 1985 | Fernando Fernán Gómez                                             | Stico                                              |
| 1986 | Tuncel Kurtiz                                                     | Hiuch HaGdi                                        |
| 1987 | Gian Maria Volontè                                                | The Moro Affair (Il Caso Moro)                     |
| 1988 | Jörg Pose và Manfred Möck                                         | Einer trage des anderen Last                       |
| 1989 | Gene Hackman                                                      | Mississippi Burning                                |
| 1990 | Iain Glen                                                         | Silent Scream                                      |
| 1991 | Maynard Eziashi                                                   | Mister Johnson                                     |
| 1992 | Armin Mueller-Stahl                                               | Utz                                                |
| 1993 | Denzel Washington                                                 | Malcolm X                                          |
| 1994 | Tom Hanks                                                         | Philadelphia                                       |
| 1995 | Paul Newman                                                       | Nobody's Fool                                      |
| 1996 | Sean Penn                                                         | Dead Man Walking                                   |
| 1997 | Leonardo DiCaprio                                                 | Romeo + Juliet                                     |
| 1998 | Samuel L. Jackson                                                 | Jackie Brown                                       |
| 1999 | Michael Gwisdek                                                   | Night Shapes (Nachtgestalten)                      |
| 2000 | Denzel Washington                                                 | The Hurricane                                      |
| 2001 | Benicio del Toro                                                  | Traffic                                            |
| 2002 | Jacques Gamblin                                                   | Laissez-passer                                     |
| 2003 | Sam Rockwell                                                      | Confessions of a Dangerous Mind                    |
| 2004 | Daniel Hendler                                                    | Lost Embrace (El abrazo partido)                   |
| 2005 | Lou Taylor Pucci                                                  | Thumbsucker                                        |
| 2006 | Moritz Bleibtreu                                                  | Elementarteilchen                                  |
| 2007 | Julio Chávez                                                      | The Other (El otro)                                |
| 2008 | Reza Naji                                                         | The Song of Sparrows (Avaze gonjeshk-ha)           |
| 2009 | Sotigui Kouyaté                                                   | London River                                       |
| 2010 | Grigoriy Dobrygin và Sergei Puskepalis                            | How I Ended This Summer (Kak Ya Provel Etim Letom) |
| 2011 | Peiman Ma'adi, Shahab Hosseini, Ali-Asghar Shahbazi, Babak Karimi | Nader and Simin, A Separation                      |
| 2012 | Mikkel Følsgaard                                                  | A Royal Affair                                     |